# قائمة البنوك في فلسطين
هذه قائمة البنوك العاملة في فلسطين وفق سلطة النقد الفلسطينية

## البنوك المحلية
هذه مجموعة البنوك المحلية التي تعمل في الضفة الغربية وقطاع غزة
1. بنك فلسطين (استحوذ على البنك التجاري الفلسطيني)
2. البنك الوطني (اندماج ما بين بنك الرفاه لتمويل المشاريع الصغيرة والبنك العربي الفلسطيني للاستثمار)، واستحواذ على البنك التجاري الأردني.
3. بنك الاستثمار الفلسطيني
4. مصرف الصفا.[1]
5. بنك القدس (استحوذ على فروع بنك الأردني الكويتي في فلسطين)
6. البنك الإسلامي الفلسطيني
7. البنك الإسلامي العربي
8. بنك الاستقلال للاستثمار والتنمية (مصرف حكومي)

### قطاع غزة
1. البنك الوطني الإسلامي، عمله يقتصر على قطاع غزة، وهو غير مرخص من سلطة النقد الفلسطينية.

## البنوك الوافدة
1. البنك العربي
2. بنك القاهرة عمان
3. بنك الإسكان للتجارة والتمويل
4. بنك الأردن
5. البنك الأهلي الأردني
6. البنك العقاري المصري العربي

## بنوك سابقة
1. بنك الأقصى الإسلامي، أُلغي ترخيصه في عام 2010.[2]
2. بنك إتش إس بي سي الشرق الأوسط، بنك بريطاني أغلق فرعه رسميًا في فلسطين في 31 ديسمبر 2015.[3]
3. البنك التجاري الفلسطيني، اندمج داخل بنك فلسطين ضمن اتفاقية تفاهم في عام 2016.[4]
4. بنك الرفاه لتمويل المشاريع الصغيرة والبنك العربي الفلسطيني للاستثمار اندمجا في عام 2012 وشكلا البنك الوطني.[5]
5. البنك الأردني الكويتي، أعلن بنك القدس عن إندماج فروع البنك الأردني الكويتي في فلسطين ضمنه في 1 يوليو 2018.[6]
6. بنك الأقصى الإسلامي الفلسطيني، أُعلن عن تصفيته عام 2010.[7]
7. البنك التجاري الأردني، أعلن البنك الوطني عن استحواذه على فروعه في الضفة الغربية في 29 يوليو 2020.[8]

## بنوك محلية لها فروع في الخارج
- البنك الإسلامي العربي، له مكتب في إمارة دبي في الإمارات.
- بنك الاستثمار الفلسطيني، له مكتب في المنامة في البحرين.

## وصلات خارجية
- دليل البنوك - سلطة النقد الفلسطينية